# カルピ
カルピ（伊: Carpi）は、イタリア共和国エミリア＝ロマーニャ州モデナ県にある都市であり、その周辺を含む人口約72,000人の基礎自治体（コムーネ）。モデナに次いで、県内第二の人口を持つ都市である。

## 地理

### 位置・広がり

#### 隣接コムーネ
隣接するコムーネは以下の通り。括弧内のREはレッジョ・エミリア県所属を示す。
- カンポガッリアーノ
- カヴェッツォ
- コッレッジョ (RE)
- ファッブリコ (RE)
- モーデナ
- ノーヴィ・ディ・モーデナ
- リーオ・サリチェート (RE)
- ローロ (RE)
- サン・プロスペロ
- ソリエーラ

### 気候分類・地震分類
カルピにおけるイタリアの気候分類 (it) および度日は、zona E, 2246 GGである。
また、イタリアの地震リスク階級 (it) では、zona 3 (sismicità bassa) に分類される。

## 行政

### 分離集落
カルピには、以下の分離集落（フラツィオーネ）がある。
- Budrione, Cortile, Fossoli, Gargallo, Migliarina, Santa Croce, San Marino, San Martino Secchia

## 人物

### 著名な出身者
- ベルナルディーノ・ラマッツィーニ -「産業医学の父」と称えられる医師
- カルロ・ルスティケッリ - 映画音楽作曲家
- リリアーナ・カヴァーニ - 映画監督

## スポーツ
- カルピFC